# La Plata (Maryland)
La Plata é uma cidade  localizada no estado americano de Maryland, no Condado de Charles.

## Demografia
Segundo o censo americano de 2000, a sua população era de 6551 habitantes.
Em 2006, foi estimada uma população de 8739, um aumento de 2188 (33.4%).

## Geografia
De acordo com o United States Census Bureau tem uma área de
18,0 km², dos quais 18,0 km² cobertos por terra e 0,0 km² cobertos por água. La Plata localiza-se a aproximadamente 60 m acima do nível do mar.

## Localidades na vizinhança
O diagrama seguinte representa as localidades num raio de 16 km ao redor de La Plata.